# Bejaria zamorae
Bejaria zamorae là một loài thực vật có hoa trong họ Thạch nam. Loài này được S.E.Clemants mô tả khoa học đầu tiên năm 1991.